# Allodapula jucunda
Allodapula jucunda är en biart som först beskrevs av Smith 1879.  Allodapula jucunda ingår i släktet Allodapula och familjen långtungebin. Inga underarter finns listade i Catalogue of Life.